# Phaonia reclusa
Phaonia reclusa este o specie de muște din genul Phaonia, familia Muscidae, descrisă de Huckett în anul 1966.
Este endemică în California. Conform Catalogue of Life specia Phaonia reclusa nu are subspecii cunoscute.